# Formule 1 v roce 2023
Sezóna Formule 1 2023 byla 74. sezónou Mistrovství světa Formule 1, závodní série pořádané pod hlavičkou Mezinárodní automobilové federace (FIA). Účastnilo se jí dvacet jezdců a deset týmů. V kalendáři sezóny bylo původně vypsáno 23 závodů, Grand Prix Emilia Romagna ale byla kvůli silným záplavám zrušena.

## Týmy a jezdci
| Motor         | #  | Tým                                   | Šasi   | Název/typ motoru    | Konstruktér           | No. | Zkratka | Obr. | Jezdci           | Závody       | Testovací/Rezervní jezdci                                                                |
| ------------- | -- | ------------------------------------- | ------ | ------------------- | --------------------- | --- | ------- | ---- | ---------------- | ------------ | ---------------------------------------------------------------------------------------- |
| Honda RBPT    | 1  | Oracle Red Bull Racing                | RB19   | Honda RBPTH001      | Red Bull-Honda RBPT   | 1   | VER     |      | Max Verstappen   | Vše          | Daniel Ricciardo Liam Lawson                                                             |
| Honda RBPT    | 1  | Oracle Red Bull Racing                | RB19   | Honda RBPTH001      | Red Bull-Honda RBPT   | 11  | PER     |      | Sergio Pérez     | Vše          | Daniel Ricciardo Liam Lawson                                                             |
| Honda RBPT    | 9  | Scuderia AlphaTauri                   | AT04   | Honda RBPTH001      | AlphaTauri-Honda RBPT | 3   | RIC     |      | Daniel Ricciardo | 11–⁠13, 18–⁠22 | Liam Lawson                                                                              |
| Honda RBPT    | 9  | Scuderia AlphaTauri                   | AT04   | Honda RBPTH001      | AlphaTauri-Honda RBPT | 21  | DEV     |      | Nyck de Vries    | 1–⁠10         | Liam Lawson                                                                              |
| Honda RBPT    | 9  | Scuderia AlphaTauri                   | AT04   | Honda RBPTH001      | AlphaTauri-Honda RBPT | 22  | TSU     |      | Júki Cunoda      | Vše          | Liam Lawson                                                                              |
| Honda RBPT    | 9  | Scuderia AlphaTauri                   | AT04   | Honda RBPTH001      | AlphaTauri-Honda RBPT | 40  | LAW     |      | Liam Lawson      | 13–17        | Liam Lawson                                                                              |
| Ferrari       | 2  | Scuderia Ferrari                      | SF-23  | Ferrari 066/10      | Ferrari               | 16  | LEC     |      | Charles Leclerc  | Vše          | Antonio Giovinazzi Robert Švarcman                                                       |
| Ferrari       | 2  | Scuderia Ferrari                      | SF-23  | Ferrari 066/10      | Ferrari               | 55  | SAI     |      | Carlos Sainz Jr. | Vše          | Antonio Giovinazzi Robert Švarcman                                                       |
| Ferrari       | 6  | Alfa Romeo F1 Team Stake              | C43    | Ferrari 066/10      | Alfa Romeo-Ferrari    | 24  | ZHO     |      | Čou Kuan-jü      | Vše          | Théo Pourchaire                                                                          |
| Ferrari       | 6  | Alfa Romeo F1 Team Stake              | C43    | Ferrari 066/10      | Alfa Romeo-Ferrari    | 77  | BOT     |      | Valtteri Bottas  | Vše          | Théo Pourchaire                                                                          |
| Ferrari       | 8  | MoneyGram Haas F1 Team                | VF-23  | Ferrari 066/10      | Haas-Ferrari          | 20  | MAG     |      | Kevin Magnussen  | Vše          | Pietro Fittipaldi                                                                        |
| Ferrari       | 8  | MoneyGram Haas F1 Team                | VF-23  | Ferrari 066/10      | Haas-Ferrari          | 27  | HUL     |      | Nico Hülkenberg  | Vše          | Pietro Fittipaldi                                                                        |
| Mercedes-Benz | 3  | Mercedes-AMG Petronas F1 Team         | F1 W14 | Mercedes-AMG F1 M14 | Mercedes              | 44  | HAM     |      | Lewis Hamilton   | Vše          | Mick Schumacher Frederik Vesti                                                           |
| Mercedes-Benz | 3  | Mercedes-AMG Petronas F1 Team         | F1 W14 | Mercedes-AMG F1 M14 | Mercedes              | 63  | RUS     |      | George Russell   | Vše          | Mick Schumacher Frederik Vesti                                                           |
| Mercedes-Benz | 5  | McLaren F1 Team                       | MCL60  | Mercedes-AMG F1 M14 | McLaren-Mercedes      | 4   | NOR     |      | Lando Norris     | Vše          | Álex Palou Mick Schumacher Felipe Drugovich Stoffel Vandoorne Will Stevens Oliver Turvey |
| Mercedes-Benz | 5  | McLaren F1 Team                       | MCL60  | Mercedes-AMG F1 M14 | McLaren-Mercedes      | 81  | PIA     |      | Oscar Piastri    | Vše          | Álex Palou Mick Schumacher Felipe Drugovich Stoffel Vandoorne Will Stevens Oliver Turvey |
| Mercedes-Benz | 7  | Aston Martin Aramco Cognizant F1 Team | AMR23  | Mercedes-AMG F1 M14 | Aston Martin-Mercedes | 14  | ALO     |      | Fernando Alonso  | Vše          | Felipe Drugovich Stoffel Vandoorne                                                       |
| Mercedes-Benz | 7  | Aston Martin Aramco Cognizant F1 Team | AMR23  | Mercedes-AMG F1 M14 | Aston Martin-Mercedes | 18  | STR     |      | Lance Stroll     | Vše          | Felipe Drugovich Stoffel Vandoorne                                                       |
| Mercedes-Benz | 10 | Williams Racing                       | FW45   | Mercedes-AMG F1 M14 | Williams-Mercedes     | 2   | SAR     |      | Logan Sargeant   | Vše          |                                                                                          |
| Mercedes-Benz | 10 | Williams Racing                       | FW45   | Mercedes-AMG F1 M14 | Williams-Mercedes     | 23  | ALB     |      | Alexander Albon  | Vše          |                                                                                          |
| Renault       | 4  | BWT Alpine F1 Team                    | A523   | Renault             | Alpine-Renault        | 10  | GAS     |      | Pierre Gasly     | Vše          | Jack Doohan                                                                              |
| Renault       | 4  | BWT Alpine F1 Team                    | A523   | Renault             | Alpine-Renault        | 31  | OCO     |      | Esteban Ocon     | Vše          | Jack Doohan                                                                              |

- Všichni jezdci používají pneumatiky P Pirelli.

### Změny před sezónou
- Sebastian Vettel na konci roku 2022 ukončil kariéru ve Formuli 1. V týmu Aston Martin ho nahradil Fernando Alonso, který tak po dvou letech opustil tým Alpine.[1]
- Tým Alpine 2. srpna 2022 oznámil, že uvolněnou sedačku získal člen juniorského programu stáje Oscar Piastri. Ten ale krátce po vydání tiskové zprávy na Twitteru uvedl, že s týmem žádnou smlouvu nepodepsal a že za Alpine v roce 2023 jezdit nebude.[2] Alpine poté nechal u Komise pro uznávání smluv (CRB) posoudit, zda má tým s jezdcem platně uzavřenou smlouvu. Mezitím 24. srpna 2022 McLaren zveřejnil informaci, že Daniel Ricciardo, který v týmu působil dva roky, jej po konci sezóny opustí. Jezdec se s týmem dohodl na předčasném ukončení smlouvy, podle které měl za tým nastupovat i v roce 2023.[3] Následně 2. září CRB jednoznačně uvedla, že „jedinou smlouvou, kterou může uznat, je smlouva mezi McLaren Racing Limited a panem Piastrim ze 4. července 2022“.[4] Oscar Piastri se tak stal oficiálně jezdcem týmu McLaren.
- Pierre Gasly opustil na konci sezóny 2022 tým AlphaTauri a přesunul se do týmu Alpine. Jeho pozici získal šampion Formule E a Formule 2 Nyck de Vries.[5]
- Nicholas Latifi po třech letech v týmu Williams na konci sezóny 2022 tým opustil.[6] Nahradil ho Američan Logan Sargeant, který v roce 2022 ve Formuli 2 obsadil 4. místo. Pro Sargeanta to byl debut ve Formuli 1, zároveň se stal prvním jezdcem USA v šampionátu od doby závodění Alexandra Rossiho, který závodil pro tým Marussia v roce 2015.[7]
- Mick Schumacher po dvou letech u Haasu u týmu skončil ke konci sezóny 2022. Nahradil ho Nico Hülkenberg, který byl naposledy stálým jezdcem Renaultu v roce 2019.[8]
- Došlo také k řadě změn ve vedení týmů. Z pozice šéfa Ferrari rezignoval Mattia Binotto, kterého nahradil Fréderic Vasseur. Toho ve vedení týmu Alfa Romeo nahradil Andreas Seidl, který odešel z McLarenu a který bude působit na pozici výkonného ředitele. Novým šéfem britské stáje se stal Andrea Stella, který v týmu působí od roku 2015. Ve Williamsu skončil po dvou letech šéf týmu Jost Capito a po roce technický ředitel F.X. Demaison.[9] Novým šéfem se stal James Vowles, který od roku 2010 zastával pozici hlavního stratéga u Mercedesu.[10]

### Změny během sezóny
- Po desátém závodě došlo s okamžitou platností k nahrazení nizozemského nováčka Nycka de Vriese v týmu AlphaTauri Australanem Danielem Ricciardem, který do té doby působil jako rezervní jezdec v týmu Red Bull.[11]
- Během druhého tréninku v rámci Grand Prix Nizozemska měl Daniel Ricciardo nehodu, při které utrpěl zlomeninu záprstní kůstky levé ruky. V pěti závodech ho nahradil Liam Lawson, pro kterého to byla ve formuli 1 závodní premiéra.[12]

## Přestupy jezdců
|                  | Start sezony           | Start sezony    | Start sezony              | Start sezony     |              |  |
| Jezdec           | 2022                   | 2022            | 2023                      | 2023             |              |  |
| Jezdec           | Tým                    | Pozice          | Tým                       | Pozice           | Ref.         |  |
| ---------------- | ---------------------- | --------------- | ------------------------- | ---------------- | ------------ |  |
| Sebastian Vettel | Aston Martin-Mercedes  | Jezdec          | ukončil kariéru           | ukončil kariéru  | [ 1 ]        |  |
| Fernando Alonso  | Alpine-Renault         | Jezdec          | Aston Martin-Mercedes     | Jezdec           | [ 1 ]        |  |
| Daniel Ricciardo | McLaren-Mercedes       | Jezdec          | Red Bull Racing-RBPT      | Rezervní jezdec  | [ 3 ]        |  |
| Oscar Piastri    | Alpine-Renault         | Rezervní jezdec | McLaren-Mercedes          | Jezdec           | [ 4 ]        |  |
| Nicholas Latifi  | Williams-Mercedes      | Jezdec          | ukončil kariéru           | ukončil kariéru  | [ 6 ]        |  |
| Pierre Gasly     | AlphaTauri-RBPT        | Jezdec          | Alpine-Renault            | Jezdec           | [ 5 ]        |  |
| Nyck de Vries    | Mercedes               | Rezervní jezdec | AlphaTauri-RBPT           | Jezdec           | [ 5 ]        |  |
| Mick Schumacher  | Haas-Ferrari           | Jezdec          | Mercedes McLaren-Mercedes | Testovací jezdec | [ 8 ] [ 13 ] |  |
| Nico Hülkenberg  | Aston Martin-Mercedes  | Rezervní jezdec | Haas-Ferrari              | Jezdec           | [ 8 ]        |  |
| Logan Sargeant   | Carlin Motorsport (F2) | Jezdec          | Williams-Mercedes         | Jezdec           | [ 7 ] [ 14 ] |  |

## Kalendář
Následujících 22 závodů mělo smlouvu na uspořádání závodu v roce 2023:
| Pořadí  | Grand Prix                | Okruh                                                 | Mapa trati | Datum         |
| ------- | ------------------------- | ----------------------------------------------------- | ---------- | ------------- |
| 1       | Grand Prix Bahrajnu       | Bahrain International Circuit, Sachír                 |            | 5. března     |
| 2       | Grand Prix Saúdské Arábie | Jeddah Corniche Circuit, Džidda                       |            | 19. března    |
| 3       | Grand Prix Austrálie      | Albert Park, Melbourne                                |            | 2. dubna      |
| 4       | Grand Prix Ázerbájdžánu   | Baku City Circuit, Baku                               |            | 30. dubna     |
| 5       | Grand Prix Miami          | Miami International Autodrome, Miami Gardens, Florida |            | 7. května     |
| 6       | Grand Prix Monaka         | Circuit de Monaco, Monte Carlo                        |            | 28. května    |
| 7       | Grand Prix Španělska      | Circuit de Catalunya, Barcelona                       |            | 4. června     |
| 8       | Grand Prix Kanady         | Circuit Gilles Villeneuve, Montréal                   |            | 18. června    |
| 9       | Grand Prix Rakouska       | Red Bull Ring, Spielberg                              |            | 2. července   |
| 10      | Grand Prix Velké Británie | Silverstone, Silverstone                              |            | 9. července   |
| 11      | Grand Prix Maďarska       | Hungaroring, Mogyoród                                 |            | 23. července  |
| 12      | Grand Prix Belgie         | Circuit de Spa-Francorchamps, Spa                     |            | 30. července  |
| 13      | Grand Prix Nizozemska     | Circuit Zandvoort, Zandvoort                          |            | 27. srpna     |
| 14      | Grand Prix Itálie         | Autodromo Nazionale Monza, Monza                      |            | 3. září       |
| 15      | Grand Prix Singapuru      | Marina Bay Street Circuit, Singapur                   |            | 17. září      |
| 16      | Grand Prix Japonska       | Suzuka Circuit, Suzuka                                |            | 24. září      |
| 17      | Grand Prix Kataru         | Losail International Circuit, Lusail                  |            | 8. října      |
| 18      | Grand Prix USA            | Circuit of the Americas, Austin, Texas                |            | 22. října     |
| 19      | Grand Prix Mexika         | Autódromo Hermanos Rodríguez, Ciudad de México        |            | 29. října     |
| 20      | Grand Prix São Paula      | Autódromo José Carlos Pace, São Paulo                 |            | 5. listopadu  |
| 21      | Grand Prix Las Vegas      | Las Vegas Strip Circuit, Las Vegas, Nevada            |            | 18. listopadu |
| 22      | Grand Prix Abú Zabí       | Yas Marina Circuit, Abú Zabí                          |            | 26. listopadu |
| Zdroje: |                           |                                                       |            |               |

### Změny v kalendáři
- V březnu 2022 bylo oznámeno uspořádání třetího závodu na území USA. 18. listopadu 2023 se na městském okruhu konala Grand Prix Las Vegas.[16]
- Do kalendáře se po roční pauze vrátila Grand Prix Kataru, naopak z kalendáře vypadla Grand Prix Francie.[15]
- Velké ceny v Saúdské Arábii a v Kataru se měly původně konat na nových okruzích, nakonec ale zůstaly na původních okruzích v Džiddě a v Lusailu.[15]
- Původně měla pro rok 2023 smlouvu také Grand Prix Ruska, kvůli invazi na Ukrajinu ale byla smlouva ukončena.[18]
- Součástí kalendáře měla být i Grand Prix Číny, která se jela naposledy v roce 2019, kvůli čínské politice nulového covidu byl ale 2. prosince 2022 závod zrušen.[19] Spekulovalo se o možnosti nahrazení závodu jiným podnikem, 17. ledna 2023 ale bylo potvrzeno, že závodů bude jen 23.[17]
- Grand Prix Emilia Romagna, která se měla jet 21. května 2023, byla kvůli povodním 17. května 2023 zrušena.[20]

### Předsezónní testy
Předsezonní testy se konaly v Bahrajnu na trati Bahrain International Circuit od 23. do 25. února 2023. Testů se kvůli lehké nehodě na kole nemohl zúčastnit Lance Stroll, kterého proto nahradil Felipe Drugovich.

## Změny v závodním víkendu
Oproti rokům 2021 a 2022, kdy se konaly tři sprinty, bylo na rok 2023 naplánováno 6 sprintů. Kromě toho došlo také před Grand Prix Ázerbájdžánu k úpravě formátu závodního víkendu. Během závodů, kdy se měl konat sprint, byl místo tradičních tří tréninků ponechán pouze jeden páteční, po kterém následovala kvalifikace, která určila pořadí na startovním roštu v hlavním nedělním závodě. V sobotu byl na programu nejprve sprintový rozstřel, který určil pořadí ve sprintu. Rozdělen byl do tří částí – první trvala 12 minut a jezdci museli použít střední směs pneumatik. Totéž platilo ve druhé části o délce 10 minut. V poslední, 8minutové části, měli všichni zbývající jezdci povinnost nasadit měkkou směs pneumatik.

## Výsledky a pořadí
| Pořadí | Grand Prix                | Pole position    | Vítěz závodu     | Vítězný tým | Nejrychlejší kolo | Výsledky |
| ------ | ------------------------- | ---------------- | ---------------- | ----------- | ----------------- | -------- |
| 1      | Grand Prix Bahrajnu       | Max Verstappen   | Max Verstappen   | Red Bull    | Čou Kuan-jü       | Výsledky |
| 2      | Grand Prix Saúdské Arábie | Sergio Pérez     | Sergio Pérez     | Red Bull    | Max Verstappen    | Výsledky |
| 3      | Grand Prix Austrálie      | Max Verstappen   | Max Verstappen   | Red Bull    | Sergio Pérez      | Výsledky |
| 4      | Grand Prix Ázerbájdžánu   | Charles Leclerc  | Sergio Pérez     | Red Bull    | George Russell    | Výsledky |
| 5      | Grand Prix Miami          | Sergio Pérez     | Max Verstappen   | Red Bull    | Max Verstappen    | Výsledky |
| 6      | Grand Prix Monaka         | Max Verstappen   | Max Verstappen   | Red Bull    | Lewis Hamilton    | Výsledky |
| 7      | Grand Prix Španělska      | Max Verstappen   | Max Verstappen   | Red Bull    | Max Verstappen    | Výsledky |
| 8      | Grand Prix Kanady         | Max Verstappen   | Max Verstappen   | Red Bull    | Sergio Pérez      | Výsledky |
| 9      | Grand Prix Rakouska       | Max Verstappen   | Max Verstappen   | Red Bull    | Max Verstappen    | Výsledky |
| 10     | Grand Prix Velké Británie | Max Verstappen   | Max Verstappen   | Red Bull    | Max Verstappen    | Výsledky |
| 11     | Grand Prix Maďarska       | Lewis Hamilton   | Max Verstappen   | Red Bull    | Max Verstappen    | Výsledky |
| 12     | Grand Prix Belgie         | Charles Leclerc  | Max Verstappen   | Red Bull    | Lewis Hamilton    | Výsledky |
| 13     | Grand Prix Nizozemska     | Max Verstappen   | Max Verstappen   | Red Bull    | Fernando Alonso   | Výsledky |
| 14     | Grand Prix Itálie         | Carlos Sainz Jr. | Max Verstappen   | Red Bull    | Oscar Piastri     | Výsledky |
| 15     | Grand Prix Singapuru      | Carlos Sainz Jr. | Carlos Sainz Jr. | Ferrari     | Lewis Hamilton    | Výsledky |
| 16     | Grand Prix Japonska       | Max Verstappen   | Max Verstappen   | Red Bull    | Max Verstappen    | Výsledky |
| 17     | Grand Prix Kataru         | Max Verstappen   | Max Verstappen   | Red Bull    | Max Verstappen    | Výsledky |
| 18     | Grand Prix USA            | Charles Leclerc  | Max Verstappen   | Red Bull    | Júki Cunoda       | Výsledky |
| 19     | Grand Prix Mexika         | Charles Leclerc  | Max Verstappen   | Red Bull    | Lewis Hamilton    | Výsledky |
| 20     | Grand Prix São Paula      | Max Verstappen   | Max Verstappen   | Red Bull    | Lando Norris      | Výsledky |
| 21     | Grand Prix Las Vegas      | Charles Leclerc  | Max Verstappen   | Red Bull    | Oscar Piastri     | Výsledky |
| 22     | Grand Prix Abú Zabí       | Max Verstappen   | Max Verstappen   | Red Bull    | Max Verstappen    | Výsledky |

### Pořadí jezdců
Za umístění v závodě získává body prvních 10 jezdců v cíli, v rámci sprintů boduje nejlepších osm. Body jsou rozděleny takto:
| Umístění   | 1. | 2. | 3. | 4. | 5. | 6. | 7. | 8. | 9. | 10. | NK |
| Grand Prix | 25 | 18 | 15 | 12 | 10 | 8  | 6  | 4  | 2  | 1   | 1  |
| Sprint     | 8  | 7  | 6  | 5  | 4  | 3  | 2  | 1  |    |     |    |

V případě rovnosti bodů rozhoduje pravidlo „nejlepších umístění“, tj. výše v celkovém pořadí se umístí jezdec, který má více prvních míst. Pokud je počet shodný, porovnává se počet druhých míst, třetích míst atd. Konečné rozhodnutí vydává FIA.
| Poř.    | Jezdec           | BHR | SAU | AUS | AZE | MIA | MON | ESP | CAN | AUT  | GBR | HUN | BEL  | NLD | ITA | SGP | JPN | QAT  | USA  | MXC | SAP  | LAS | ABU | Body |
| ------- | ---------------- | --- | --- | --- | --- | --- | --- | --- | --- | ---- | --- | --- | ---- | --- | --- | --- | --- | ---- | ---- | --- | ---- | --- | --- | ---- |
| 1       | Max Verstappen   | 1   | 2   | 1   | 23  | 1   | 1   | 1   | 1   | 1    | 1   | 1   | 1    | 1   | 1   | 5   | 1   | 12   | 1    | 1   | 1    | 1   | 1   | 575  |
| 2       | Sergio Pérez     | 2   | 1   | 5   | 1   | 2   | 16  | 4   | 6   | 32   | 6   | 3   | 2    | 4   | 2   | 8   | Ret | 10   | 45   | Ret | 43   | 3   | 4   | 285  |
| 3       | Lewis Hamilton   | 5   | 5   | 2   | 67  | 6   | 4   | 2   | 3   | 8    | 3   | 4   | 47   | 6   | 6   | 3   | 5   | Ret5 | DSQ2 | 2   | 87   | 7   | 9   | 234  |
| 4       | Fernando Alonso  | 3   | 3   | 3   | 46  | 3   | 2   | 7   | 2   | 5    | 7   | 9   | 5    | 2   | 9   | 15  | 8   | 68   | Ret  | Ret | 3    | 9   | 7   | 206  |
| 5       | Charles Leclerc  | Ret | 7   | Ret | 32  | 7   | 6   | 11  | 4   | 2    | 9   | 7   | 35   | Ret | 4   | 4   | 4   | 5    | DSQ3 | 3   | Ret5 | 2   | 2   | 206  |
| 6       | Lando Norris     | 17  | 17  | 6   | 9   | 17  | 9   | 17  | 13  | 4    | 2   | 2   | 76   | 7   | 8   | 2   | 2   | 3    | 24   | 5   | 2    | Ret | 5   | 205  |
| 7       | Carlos Sainz Jr. | 4   | 6   | 12  | 5   | 5   | 8   | 5   | 5   | 65   | 10  | 8   | Ret4 | 5   | 3   | 1   | 6   | DNS6 | 36   | 4   | 68   | 6   | 18† | 200  |
| 8       | George Russell   | 7   | 4   | Ret | 84  | 4   | 5   | 3   | Ret | 78   | 5   | 6   | 68   | 17  | 5   | 16  | 7   | 4    | 58   | 6   | Ret4 | 8   | 3   | 175  |
| 9       | Oscar Piastri    | Ret | 15  | 8   | 11  | 19  | 10  | 13  | 11  | 16   | 4   | 5   | Ret2 | 9   | 12  | 7   | 3   | 21   | Ret  | 8   | Ret  | 9   | 6   | 97   |
| 10      | Lance Stroll     | 6   | Ret | 4   | 78  | 12  | Ret | 6   | 9   | 94   | 14  | 10  | 9    | 11  | 16  | DNS | Ret | 11   | 7    | 17† | 5    | 5   | 10  | 74   |
| 11      | Pierre Gasly     | 9   | 9   | 13† | 14  | 8   | 7   | 10  | 12  | 10   | 18† | Ret | 113  | 3   | 15  | 6   | 10  | 12   | 67   | 11  | 7    | 11  | 13  | 62   |
| 12      | Esteban Ocon     | Ret | 8   | 14† | 15  | 9   | 3   | 8   | 8   | 147  | Ret | Ret | 8    | 10  | Ret | Ret | 9   | 7    | Ret  | 10  | 10   | 4   | 12  | 58   |
| 13      | Alexander Albon  | 10  | Ret | Ret | 12  | 14  | 14  | 16  | 7   | 11   | 8   | 11  | 14   | 8   | 7   | 11  | Ret | 137  | 9    | 9   | Ret  | 12  | 14  | 27   |
| 14      | Júki Cunoda      | 11  | 11  | 10  | 10  | 11  | 15  | 12  | 14  | 19   | 16  | 15  | 10   | 16  | DNS | Ret | 12  | 15   | 8    | 12  | 96   | 18† | 8   | 17   |
| 15      | Valtteri Bottas  | 8   | 18  | 11  | 18  | 13  | 11  | 19  | 10  | 15   | 12  | 12  | 12   | 15  | 10  | Ret | Ret | 8    | 12   | 14  | Ret  | 17  | 19  | 10   |
| 16      | Nico Hülkenberg  | 15  | 12  | 7   | 17  | 15  | 17  | 15  | 15  | Ret6 | 13  | 14  | 18   | 12  | 17  | 13  | 14  | 16   | 11   | 13  | 12   | 19† | 15  | 9    |
| 17      | Daniel Ricciardo |     |     |     |     |     |     |     |     |      |     | 13  | 16   | PO  | PO  | PO  | PO  | PO   | 15   | 7   | 13   | 14  | 11  | 6    |
| 18      | Čou Kuan-jü      | 16  | 13  | 9   | Ret | 16  | 13  | 9   | 16  | 12   | 15  | 16  | 13   | Ret | 14  | 12  | 13  | 9    | 13   | 15  | Ret  | 15  | 17  | 6    |
| 19      | Kevin Magnussen  | 13  | 10  | 17† | 13  | 10  | 19† | 18  | 17  | 18   | Ret | 17  | 15   | 14  | 18  | 10  | 15  | 14   | 14   | Ret | Ret  | 13  | 20  | 3    |
| 20      | Liam Lawson      |     |     |     |     |     |     |     |     |      |     |     |      | 13  | 11  | 9   | 11  | 17   |      |     |      |     |     | 2    |
| 21      | Logan Sargeant   | 12  | 16  | 16† | 16  | 20  | 18  | 20  | Ret | 13   | 11  | 18  | 17   | Ret | 13  | 14  | Ret | Ret  | 10   | 16† | 11   | 16  | 16  | 1    |
| 22      | Nyck de Vries    | 14  | 14  | 15† | Ret | 18  | 12  | 14  | 18  | 17   | 17  |     |      |     |     |     |     |      |      |     |      |     |     | 0    |
| Poř.    | Jezdec           | BHR | SAU | AUS | AZE | MIA | MON | ESP | CAN | AUT  | GBR | HUN | BEL  | NLD | ITA | SGP | JPN | QAT  | USA  | MXC | SAP  | LAS | ABU | Body |
| Zdroje: |                  |     |     |     |     |     |     |     |     |      |     |     |      |     |     |     |     |      |      |     |      |     |     |      |

| Legenda k tabulce | Legenda k tabulce                                                                       |
| Barva             | Výsledek                                                                                |
| ----------------- | --------------------------------------------------------------------------------------- |
| Zlatá             | Vítěz                                                                                   |
| Stříbrná          | 2. místo                                                                                |
| Bronzová          | 3. místo                                                                                |
| Zelená            | Bodované umístění                                                                       |
| Modrá             | Nebodované umístění                                                                     |
| Modrá             | Dokončil neklasifikován (NC)                                                            |
| Fialová           | Odstoupil (Ret)                                                                         |
| Červená           | Nekvalifikoval se (DNQ)                                                                 |
| Červená           | Nepředkvalifikoval se (DNPQ)                                                            |
| Černá             | Diskvalifikován (DSQ)                                                                   |
| Bílá              | Nestartoval (DNS)                                                                       |
| Bílá              | Závod zrušen (C)                                                                        |
| Světle modrá      | Pouze trénoval (PO)                                                                     |
| Světle modrá      | Páteční testovací jezdec (TD)                                                           |
| Bez barvy         | Netrénoval (DNP)                                                                        |
| Bez barvy         | Vyřazen (EX)                                                                            |
| Bez barvy         | Nepřijel (DNA)                                                                          |
| Bez barvy         | Odvolal účast (WD)                                                                      |
| Bez barvy         | Nezúčastnil se (prázdné)                                                                |
| Označení          | Význam                                                                                  |
| Tučnost           | Pole position                                                                           |
| Kurzíva           | Nejrychlejší kolo                                                                       |
| †                 | Jezdec nedojel do cíle, ale byl klasifikován, protože odjel více než 90 % délky závodu. |
| ‡                 | Byl udělován poloviční počet bodů, protože bylo odjeto méně než 75 % délky závodu.      |
| Horní index       | Umístění bodujících jezdců ve sprintu                                                   |

### Pohár konstruktérů
| Poř.    | Konstruktér           | No. | BHR | SAU | AUS | AZE | MIA | MON | ESP | CAN | AUT  | GBR | HUN | BEL  | NLD | ITA | SGP | JPN | QAT  | USA  | MXC | SAP  | LAS | ABU | Body |
| ------- | --------------------- | --- | --- | --- | --- | --- | --- | --- | --- | --- | ---- | --- | --- | ---- | --- | --- | --- | --- | ---- | ---- | --- | ---- | --- | --- | ---- |
| 1       | Red Bull-RBPT         | 1   | 1   | 2   | 1   | 23  | 1   | 1   | 1   | 1   | 1    | 1   | 1   | 1    | 1   | 1   | 5   | 1   | 12   | 1    | 1   | 1    | 1   | 1   | 860  |
| 1       | Red Bull-RBPT         | 11  | 2   | 1   | 5   | 1   | 2   | 16  | 4   | 6   | 32   | 6   | 3   | 2    | 4   | 2   | 8   | Ret | 10   | 45   | Ret | 43   | 3   | 4   | 860  |
| 2       | Mercedes              | 44  | 5   | 5   | 2   | 67  | 6   | 4   | 2   | 3   | 8    | 3   | 4   | 47   | 6   | 6   | 3   | 5   | Ret5 | DSQ2 | 2   | 87   | 7   | 9   | 409  |
| 2       | Mercedes              | 63  | 7   | 4   | Ret | 84  | 4   | 5   | 3   | Ret | 7 8  | 5   | 6   | 68   | 17  | 5   | 16  | 7   | 4    | 58   | 6   | Ret4 | 8   | 3   | 409  |
| 3       | Ferrari               | 16  | Ret | 7   | Ret | 32  | 7   | 6   | 11  | 4   | 2    | 9   | 7   | 35   | Ret | 4   | 4   | 4   | 5    | DSQ3 | 3   | Ret5 | 2   | 2   | 406  |
| 3       | Ferrari               | 55  | 4   | 6   | 12  | 5   | 5   | 8   | 5   | 5   | 65   | 10  | 8   | Ret4 | 5   | 3   | 1   | 6   | DNS6 | 36   | 4   | 68   | 6   | 18† | 406  |
| 4       | McLaren-Mercedes      | 4   | 17  | 17  | 6   | 9   | 17  | 9   | 17  | 13  | 4    | 2   | 2   | 76   | 7   | 8   | 2   | 2   | 3    | 24   | 5   | 2    | Ret | 5   | 302  |
| 4       | McLaren-Mercedes      | 81  | Ret | 15  | 8   | 11  | 19  | 10  | 13  | 11  | 16   | 4   | 5   | Ret2 | 9   | 12  | 9   | 3   | 21   | Ret  | 8   | Ret  | 9   | 6   | 302  |
| 5       | Aston Martin-Mercedes | 14  | 3   | 3   | 3   | 46  | 3   | 2   | 7   | 2   | 5    | 7   | 9   | 5    | 2   | 9   | 15  | 8   | 68   | Ret  | Ret | 3    | 9   | 7   | 280  |
| 5       | Aston Martin-Mercedes | 18  | 6   | Ret | 4   | 78  | 12  | Ret | 6   | 9   | 94   | 14  | 10  | 9    | 11  | 16  | DNS | Ret | 11   | 7    | 17† | 5    | 5   | 10  | 280  |
| 6       | Alpine-Renault        | 10  | 9   | 9   | 13† | 14  | 8   | 7   | 10  | 12  | 10   | 18† | Ret | 113  | 3   | 15  | 6   | 10  | 12   | 67   | 11  | 7    | 11  | 13  | 120  |
| 6       | Alpine-Renault        | 31  | Ret | 8   | 14† | 15  | 9   | 3   | 8   | 8   | 147  | Ret | Ret | 8    | 10  | Ret | Ret | 9   | 7    | Ret  | 10  | 10   | 4   | 12  | 120  |
| 7       | Williams-Mercedes     | 2   | 12  | 16  | 16† | 16  | 20  | 18  | 20  | Ret | 13   | 11  | 18  | 17   | Ret | 13  | 14  | Ret | Ret  | 10   | 16† | 11   | 16  | 16  | 28   |
| 7       | Williams-Mercedes     | 23  | 10  | Ret | Ret | 12  | 14  | 14  | 16  | 7   | 11   | 8   | 11  | 14   | 8   | 7   | 11  | Ret | 137  | 9    | 9   | Ret  | 12  | 14  | 28   |
| 8       | AlphaTauri-RBPT       | 3   |     |     |     |     |     |     |     |     |      |     | 13  | 16   | PO  | PO  | PO  | PO  | PO   | 15   | 7   | 13   | 14  | 11  | 25   |
| 8       | AlphaTauri-RBPT       | 21  | 14  | 14  | 15† | Ret | 18  | 12  | 14  | 18  | 17   | 17  |     |      |     |     |     |     |      |      |     |      |     |     | 25   |
| 8       | AlphaTauri-RBPT       | 22  | 11  | 11  | 10  | 10  | 11  | 15  | 12  | 14  | 19   | 16  | 15  | 10   | 16  | DNS | Ret | 12  | 15   | 8    | 12  | 96   | 18† | 8   | 25   |
| 8       | AlphaTauri-RBPT       | 40  |     |     |     |     |     |     |     |     |      |     |     |      | 13  | 11  | 9   | 11  | 17   |      |     |      |     |     | 25   |
| 9       | Alfa Romeo-Ferrari    | 24  | 16  | 13  | 9   | Ret | 16  | 13  | 9   | 16  | 12   | 15  | 16  | 13   | Ret | 14  | 12  | 13  | 9    | 13   | 15  | Ret  | 15  | 17  | 16   |
| 9       | Alfa Romeo-Ferrari    | 77  | 8   | 18  | 11  | 18  | 13  | 11  | 19  | 10  | 15   | 12  | 12  | 12   | 15  | 10  | Ret | Ret | 8    | 12   | 14  | Ret  | 17  | 19  | 16   |
| 10      | Haas-Ferrari          | 20  | 13  | 10  | 17† | 13  | 10  | 19† | 18  | 17  | 18   | Ret | 17  | 15   | 14  | 18  | 10  | 15  | 14   | 14   | Ret | Ret  | 13  | 20  | 12   |
| 10      | Haas-Ferrari          | 27  | 15  | 12  | 7   | 17  | 15  | 17  | 15  | 15  | Ret6 | 13  | 14  | 18   | 12  | 17  | 13  | 14  | 16   | 11   | 13  | 12   | 19† | 15  | 12   |
| Poř.    | Konstruktér           | No. | BHR | SAU | AUS | AZE | MIA | MON | ESP | CAN | AUT  | GBR | HUN | BEL  | NLD | ITA | SGP | JPN | QAT  | USA  | MXC | SAP  | LAS | ABU | Body |
| Zdroje: |                       |     |     |     |     |     |     |     |     |     |      |     |     |      |     |     |     |     |      |      |     |      |     |     |      |

| Legenda k tabulce | Legenda k tabulce                                                                       |
| Barva             | Výsledek                                                                                |
| ----------------- | --------------------------------------------------------------------------------------- |
| Zlatá             | Vítěz                                                                                   |
| Stříbrná          | 2. místo                                                                                |
| Bronzová          | 3. místo                                                                                |
| Zelená            | Bodované umístění                                                                       |
| Modrá             | Nebodované umístění                                                                     |
| Modrá             | Dokončil neklasifikován (NC)                                                            |
| Fialová           | Odstoupil (Ret)                                                                         |
| Červená           | Nekvalifikoval se (DNQ)                                                                 |
| Červená           | Nepředkvalifikoval se (DNPQ)                                                            |
| Černá             | Diskvalifikován (DSQ)                                                                   |
| Bílá              | Nestartoval (DNS)                                                                       |
| Bílá              | Závod zrušen (C)                                                                        |
| Světle modrá      | Pouze trénoval (PO)                                                                     |
| Světle modrá      | Páteční testovací jezdec (TD)                                                           |
| Bez barvy         | Netrénoval (DNP)                                                                        |
| Bez barvy         | Vyřazen (EX)                                                                            |
| Bez barvy         | Nepřijel (DNA)                                                                          |
| Bez barvy         | Odvolal účast (WD)                                                                      |
| Bez barvy         | Nezúčastnil se (prázdné)                                                                |
| Označení          | Význam                                                                                  |
| Tučnost           | Pole position                                                                           |
| Kurzíva           | Nejrychlejší kolo                                                                       |
| †                 | Jezdec nedojel do cíle, ale byl klasifikován, protože odjel více než 90 % délky závodu. |
| ‡                 | Byl udělován poloviční počet bodů, protože bylo odjeto méně než 75 % délky závodu.      |
| Horní index       | Umístění bodujících jezdců ve sprintu                                                   |

- Číslo v horním indexu znázorňuje umístění osmi nejlepších jezdců ve sprintu.